# 1196 Sheba
1196 Sheba è un asteroide della fascia principale del diametro medio di circa 29,17 km. Scoperto nel 1931, presenta un'orbita caratterizzata da un semiasse maggiore pari a 2,6524105 UA e da un'eccentricità di 0,1805096, inclinata di 17,67764° rispetto all'eclittica.
Il suo nome fa riferimento alla Regina di Saba, la biblica sovrana che mise alla prova la saggezza di Salomone.